# Break Free
«Break Free» (en español «Liberarse») es una canción interpretada por la cantante estadounidense Ariana Grande con la colaboración del disc-jockey ruso-alemán Zedd. Fue publicada y lanzada como segundo sencillo de My Everything el 2 de julio de 2014 para descarga digital al mercado estadounidense. La composición estuvo a cargo de Zedd, Max Martin y Savan Kotecha; mientras que la producción estuvo a cargo de los dos primeros. El tema recibió reseñas positivas por parte de la crítica de la música contemporánea, quienes elogiaron la musicalidad y estilo de la canción.
La canción logró la cuarta posición en el conteo Billboard Hot 100, lo que le convierte en el cuarto top 10 de Grande en dicha lista. Esa misma fecha «Problem» y «Bang Bang» se mantuvieron entre las diez primeras posiciones, lo que convirtió a Grande en la única mujer desde Adele en la historia en haber logrado obtener tres canciones entre los diez primeros puestos simultáneamente. La canción logró unas ventas globales de 3 213 000 copias. Es una de las canciones de Grande con mayor significado en cuanto a diversidad y aceptación; es considerada uno de los himmos homosexuales más conocidos de la década de 2010.

## Antecedentes

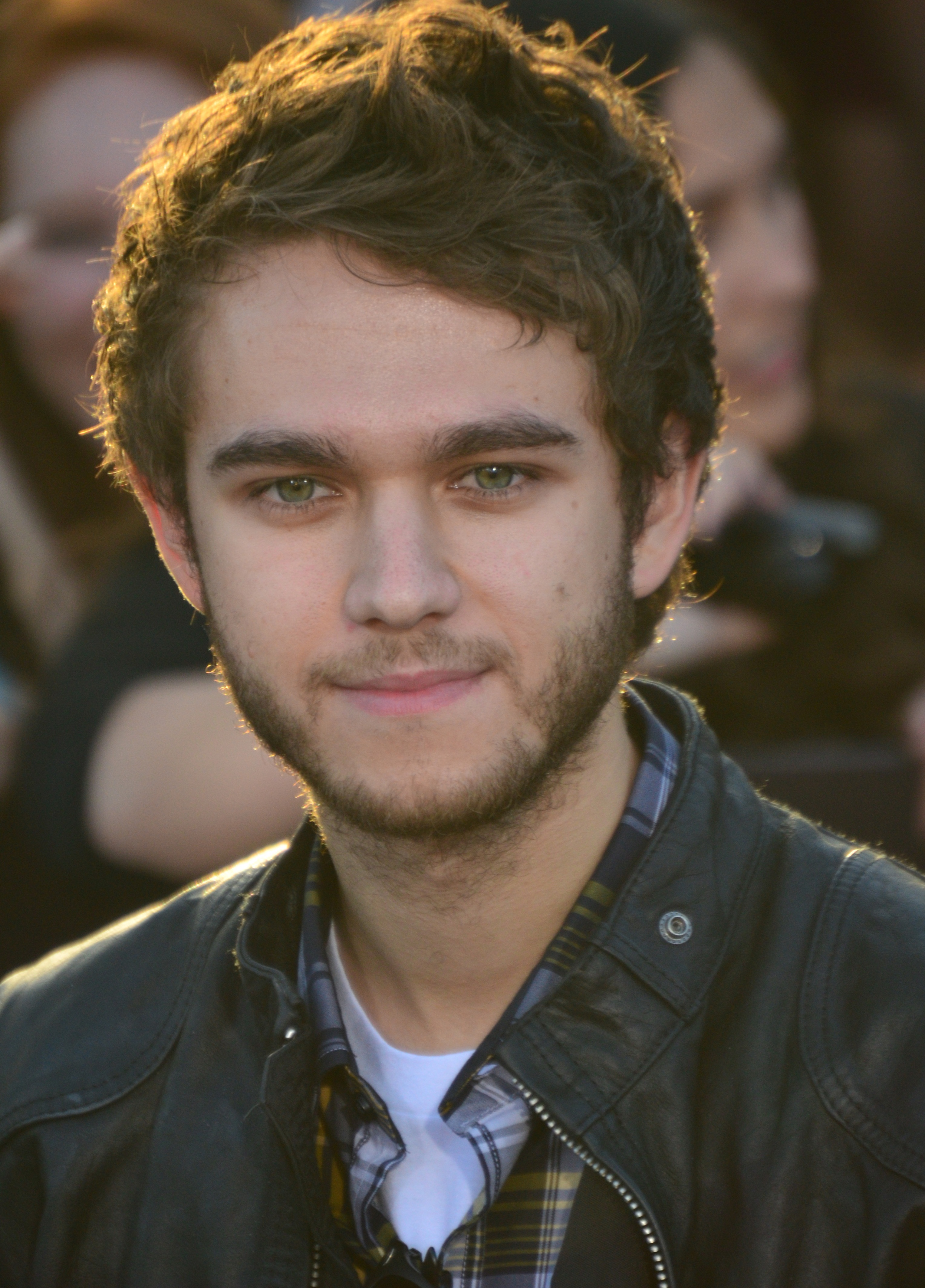
Zedd colaboró, produjo y compuso «Break Free».

Zedd escuchó a una artista femenina cantar en un evento mientras él se encontraba detrás del escenario, y mencionó a su equipo que quería trabajar con esa voz, que resultó ser la de Ariana Grande. Zedd comentó: «La voz de Grande es súper reconocible, tiene una textura única, y realmente, eso es todo lo que estoy buscando en un cantante, tener una voz que es realmente especial y diferente a otras voces que oyes todos los días.» Grande reveló por primera vez que había colaborado en una canción con Zedd, refiriéndose a «Break Free», a finales de abril en una entrevista con la revista Billboard. Ella dijo que la canción es «fantástica y súper experimental para mí, yo nunca pensé en hacer una canción de EDM, pero eso fue una experiencia reveladora, y ahora lo único que quiero es bailar». Luego habló de la canción en el Wango Tango 2014 y declaró que quería que la canción fuera el próximo sencillo. Grande reveló que se publicaría un segundo sencillo, sin embargo no se pronunció el nombre de dicha pista, luego en su cuenta oficial de Twitter dio a conocer el nombre de la pista y que se trataba de una colaboración con el ruso Zedd. La composición estuvo a cargo de Anton Zaslavski 'Zedd', Max Martin y Savan Kotecha; mientras que la producción está a cargo de los dos primeros. La canción se compone de los géneros Electronic dance music, Pop, y al final, cuenta con influencias de Dubstep y Brostep

## Recepción crítica
«Break Free» recibió críticas positivas por parte de los expertos en música contemporánea desde su publicación. Carolyn Menyes de Music escribió de la canción que «El sonido de Grande en 'Break Free' es casi completamente diferente a su álbum debut Yours Truly» y recalcó que la canción es «impresionante y perfecta para el verano», entre tanto comparó el mensaje de la canción con canciones de Gloria Gaynor y Destiny's Child. Rachel Sonis de Idolator le dio una crítica positiva, donde calificó el tema como «el himno club del verano» y pensó que «Grande se moja sus dedos con nuevas aguas para su próximo disco». Lucas Villa de AXS felicitó la nueva dirección de Grande y puntualiza en «[si] bien algunos cantantes se pierden en la producción de electro-pop pesado, Grande surge como una diva de la pista de baile».

## Recepción comercial
«Break Free» debutó en la decimoquinta posición del conteo musical Billboard Hot 100, de Estados Unidos, con descargas de 161 000 en su primera semana de lanzamiento. Así las cosas se convierte en el tercer top 20 de la artista en dicho conteo, luego de que «The Way» lograra la novena posición y «Problem» el número dos. En la semana del 20 de agosto, el tema llega a la cuarta posición del conteo. Así el tema se convierte en el cuarto top diez de la artista, además de tener en la lista tres sencillos entre los diez más vendidos de la semana, lo que convierte a Grande en la primera mujer desde Adele, en lograr tal hazaña. Para Zedd, se convertiría en su canción mejor posicionada, desde que «Clarity» lograra la octava posición. En la lista Digital Songs, la cantante logró la misma hazaña, al colocar tres sencillos en los seis primeros lugares de la lista (el tema, «Bang Bang» y «Best Mistake»), tal logro lo había conseguido Michael Jackson, luego de su muerte en 2009. En Australia, el tema fue certificado con disco de oro, esto luego de lograr debutar en la tercera posición en la lista de éxitos musicales en dicho país.

## Video musical
El video musical fue estrenado el 12 de agosto de 2014 en su canal de Vevo, bajo la dirección de Chris Marrs Piliero, quien trabajó por segunda vez con Grande, ya que anteriormente había dirigido el video de «Popular Song» junto con Mika. El video comienza con Grande, saliendo de una estación espacial, para liberar a sus prisioneros. Luego, empieza a luchar con extraterrestres, y después con un robot gigante, que la lleva hacia donde está el rey malvado, este último es lanzado al fuego por Ariana. Después, Ariana es introducida a una nave espacial, donde realiza una coreografía con un grupo de bailarines. En el final del video, Zedd, quien también aparece y Grande, despegan finalmente.
El 1 de mayo de 2019, el video musical llegó a mil millones de reproducciones en la plataforma de YouTube.[cita requerida]

## Presentaciones en vivo
Grande interpretó por primera vez la canción durante la apertura de los MTV Video Music Awards de 2014 el 24 de agosto celebrados en Los Ángeles. Grande volvió a interpretar el tema durante la final del programa America's Got Talent en el Radio City Music Hall de Nueva York. El 28 de agosto se presentó el programa matutino Today Show, donde ofreció un pequeño concierto e interpretó el tema. Poco después, con la promoción del disco por Australia, se presentó en el Factor X del país y en el programa Sunrise en septiembre de 2014. Seguidamente, continuo con la promoción del disco en tierras japonesas, presentándose en los programas de Music Station, Sukkiri y SMAPxSMAP. También se presentó en el IHeartRadio Music Festival de 2014 celebrado en Las Vegas y en el Power 106 All Star Game 2014.
Grande volvió a interpretar la canción durante el programa Saturday Night Live, donde además interpretó por primera vez la canción «Love Me Harder». Pocos días después, volvió a presentarse en un Club de Los Ángeles llamado XL Lounge. Para continuar la promoción en Europa, Grande de presentó en el programa británico de "Alan Carr: Chatty Man", donde interpretó "Break Free". El 16 de octubre Grande se presentó en el programa francés Le Grand Jurnal, donde volvió a interpretar la canción. El 17 de octubre Grande se presentó en la versión sueca de American Idol, donde volvió a interpretar la canción. El 19 de octubre Grande presentó el sencillo en vivo durante la gala de los BBC Radio 1 Teen Awards celebrados en Inglaterra. El 24 de octubre Grande se presentó en el concierto benéfico "We Can Survive" celebrado en el Hollywood Bowl, donde volvió a interpretar la canción. Grande volvió a interpretar la canción durante la “Halloween Party” organizada por VMware en Palo Alto (California) el 25 de octubre. El 9 de noviembre volvió a interpretar la canción, esta vez, durante los MTV Europe Music Awards celebrados en Glasgow (Escocia), donde además, fue galardona con dos premios. El 13 de noviembre Grande se presentó en los Premios Bambi de Alemania, donde además de ser galardonada con el premio a "Mejor artista revelación", interpretó el sencillo del álbum. Grande volvió a interpretar el sencillo el 14 de noviembre en la versión holandesa de The Voice. El 23 de noviembre, Ariana se presentó en la gala de los American Music Awards, donde interpretó un medley de los tres sencillos del álbum, además del sencillo «Bang Bang» en compañía de Jessie J y Nicki Minaj. Otro evento en el que se presentó fue el desfile Victoria's Secret Fashion Show de 2014 celebrado en Londres, volvió a interpretar el tema. Para continuar con la promoción, Grande actuó en los espectáculos del Jingle Ball National Tour organizados por radios estadounidenses, realizando una pequeña gira navideña por Estados Unidos interpretando el sencillo.  El 15 de febrero de 2015, Grande volvió a presentar en vivo la canción durante el All-Star Game de la NBA 2015 en el Madison Square Garden. El 25 de mayo volvió a interpretar el sencillo, esta vez en la final del talent-show The Voice en su edición italiana. Y la interpretó repetidas veces en su tour por Europa, Sweetener tour en 2019
.

## Listas
| País            | Lista                            | Mejor posición |      |
| 2014            | 2014                             | 2014           | 2014 |
| --------------- | -------------------------------- | -------------- | ---- |
| Alemania        | Offizielle Deutsche Charts       | 12             |      |
| Australia       | ARIA Singles Chart               | 3              |      |
| Austria         | Ö3 Austria Top 40                | 5              |      |
| Bélgica         | Ultratip Flandes                 | 17             |      |
| Bélgica         | Ultratip Valonia                 | 17             |      |
| Canadá          | Canadian Hot 100                 | 5              |      |
| Canadá          | CHR/Top 40                       | 3              |      |
| Canadá          | Hot AC Airplay                   | 10             |      |
| Colombia        | Los 40 Principales               | 1              |      |
| Corea del Sur   | Gaon International Chart         | 12             |      |
| Dinamarca       | Tracklisten                      | 19             |      |
| Eslovaquia      | Singles Digitál Top 100          | 3              |      |
| España          | Promusicae                       | 9              |      |
| España          | Los40 España                     | 1              |      |
| Estados Unidos  | Billboard Hot 100                | 4              |      |
| Estados Unidos  | Pop Songs                        | 4              |      |
| Estados Unidos  | Radio Songs                      | 8              |      |
| Estados Unidos  | Dance/Club Play Songs            | 3              |      |
| Estados Unidos  | Dance Mix Airplay                | 1              |      |
| Estados Unidos  | Dance Electronic Songs           | 1              |      |
| Estados Unidos  | Dance Electronic Streaming Songs | 1              |      |
| Estados Unidos  | Dance Electronic Digital Songs   | 1              |      |
| Estados Unidos  | Rhythmic                         | 15             |      |
| Estados Unidos  | Digital Songs                    | 4              |      |
| Estados Unidos  | On-Demand Songs                  | 4              |      |
| Estados Unidos  | Streaming Songs                  | 3              |      |
| Europa          | Euro Digital Songs               | 12             |      |
| Finlandia       | Suomen virallinen lataulista     | 4              |      |
| Francia         | SNEP                             | 27             |      |
| Irlanda         | Irish Singles Chart              | 9              |      |
| Japón           | Japan Hot 100                    | 19             |      |
| México          | México Ingles Airplay - Inglés   | 10             |      |
| Noruega         | VG-lista                         | 4              |      |
| Nueva Zelanda   | Recorded Music NZ                | 5              |      |
| Países Bajos    | Dutch Top 40                     | 3              |      |
| Países Bajos    | Single Top 100                   | 6              |      |
| República Checa | Singles Digitál Top 100          | 3              |      |
| Suecia          | Sverigetopplistan                | 6              |      |
| Suiza           | Schweizer Hitparade              | 15             |      |

## Certificaciones
| País           | Organismo certificador | Certificación       | Ventas certificadas | Simbolización | Ref.   |
| -------------- | ---------------------- | ------------------- | ------------------- | ------------- | ------ |
| Alemania       | BVMI                   | Oro                 | 200 000             | ●             | [ 75 ] |
| Australia      | ARIA                   | 2× Platino          | 140 000             | 2▲            | [ 21 ] |
| Brasil         | ABPD                   | Diamante            | 160 000             | [ 76 ]        |        |
| Canadá         | CRIA                   | 2× Platino          | 160 000             | 2▲            | [ 77 ] |
| Dinamarca      | IFPI — Dinamarca       | Platino (streaming) | —                   | ▲             | [ 79 ] |
| España         | PROMUSICAE             | Platino             | 40 000              | ▲             | [ 80 ] |
| Estados Unidos | RIAA                   | 3x Platino          | 3 000 000           | 3▲            | [ 82 ] |
| Italia         | FIMI                   | 2× Platino          | 100 000             | ▲             | [ 83 ] |
| Japón          | RIAJ                   | Platino             | 250 000             | ▲             | [ 84 ] |
| Nueva Zelanda  | RMNZ                   | Oro                 | 7 500               | ●             | [ 85 ] |
| Países Bajos   | NVPI                   | 2× Platino          | 80 000              | 2▲            | [ 86 ] |
| Reino Unido    | BPI                    | Platino             | 600 000             | ●             | [ 87 ] |
| Suecia         | GLF                    | 4× Platino          | 160 000             | 4▲            | [ 88 ] |

## Historial de lanzamientos
| País           | Fecha                | Formato             | Sello discográfico | Ref.   |
| -------------- | -------------------- | ------------------- | ------------------ | ------ |
| Estados Unidos | 3 de julio de 2014   | Descarga digital    | Republic Records   | [ 1 ]  |
| Francia        | 4 de julio de 2014   | Descarga digital    | Republic Records   | [ 89 ] |
| Italia         | 4 de julio de 2014   | Descarga digital    | Republic Records   | [ 90 ] |
| Japón          | 4 de julio de 2014   | Descarga digital    | Republic Records   | [ 91 ] |
| Estados Unidos | 8 de julio de 2014   | Radial — Mainstream | Republic Records   | [ 92 ] |
| Estados Unidos | 8 de julio de 2014   | Radial — Rhythmic   | Republic Records   | [ 93 ] |
| Reino Unido    | 24 de agosto de 2014 | Descarga digital    | Republic Records   | [ 94 ] |